# Municipio Mulegé
Koordinaten: 27° 0′ N, 112° 30′ W
Mulegé ist ein Municipio im mexikanischen Bundesstaat Baja California Sur. Das Municipio hat 59.114 Einwohner (Zensus 2010), seine Fläche beläuft sich auf 32.112 km². Verwaltungssitz ist Santa Rosalía, Namensgeber ist der Ort Heroica Mulegé, einwohnerstärkster Ort des Municipios ist hingegen Guerrero Negro.

## Geographie
Das Municipio Mulegé liegt im Norden des Bundesstaates Baja California Sur auf einer Höhe von bis zu 1900 m. Es reicht von der Grenze zwischen Baja California und Baja Californis Sur bei Guerrero Negro im Norden bis kurz vor die Stadtgrenze von Loreto im Süden. Es zählt zur Gänze zur physiographischen Provinz der Halbinsel Niederkalifornien. Die Geologie des Municipios setzt sich zu etwa 35 % aus Extrusivgestein, zu etwa 28 % aus Sedimentgestein, zu 21 % aus äolischem Sediment und zu 8 % aus Alluvionen zusammen. Vorherrschende Bodentypen sind der Regosol (38 %) und Leptosol (27 %). Mehr als 90 % der Gemeindefläche sind von Gestrüpplandschaft bedeckt.
Begrenzt wird das Municipio von den Municipios Loreto und Comondú, dem Bundesstaat Baja California, dem Golf von Kalifornien und dem Pazifik. Zum Municipio gehören unter anderem auch die Inseln San Marcos und Tortuga im Golf von Kalifornien sowie die Isla Natividad im Pazifik.

## Bevölkerung
Das Municipio zählt laut Zensus 2010 59.114 Einwohner in etwa 16.500 Wohneinheiten. Davon wurden 3037 Personen als Sprecher einer indigenen Sprache registriert, darunter 780 Sprecher des Nahuatl und 589 Sprecher des Mixtekischen. Etwa 5,8 % der Bevölkerung waren Analphabeten. 26.117 Einwohner wurden als Erwerbspersonen registriert, wovon ca. 69 % Männer bzw. 2,1 % arbeitslos waren. 5,6 % der Bevölkerung lebten in extremer Armut.

## Orte und Gliederung
Das Municipio Mulegé umfasst 459 bewohnte localidades, von denen vom INEGI neben dem Hauptort auch Guerrero Negro, Villa Alberto Andrés Alvarado Arámburo, Heroica Mulegé und Bahía Tortugas als urban klassifiziert sind. Drei Orte wiesen beim Zensus 2010 eine Einwohnerzahl von über 5000 auf, 13 weitere Orte hatten zumindest 500, mehr als 400 Orte weniger als 100 Einwohner. Die größten Orte sind:
| Ort                                    | Bevölkerung |
| Guerrero Negro                         | 13.054      |
| Santa Rosalía                          | 11.765      |
| Villa Alberto Andrés Alvarado Arámburo | 06.902      |
| Heroica Mulegé                         | 03.821      |
| Bahía Tortugas                         | 02.671      |
| San Francisco                          | 02.152      |
| Las Margaritas                         | 01.595      |
| Bahía Asunción                         | 01.484      |
| El Silencio                            | 01.190      |
| Gustavo Díaz Ordaz                     | 00.969      |
| Estero de la Bocana                    | 00.967      |
| Punta Abreojos                         | 00.788      |
| San Ignacio                            | 00.667      |
| Los Mártires                           | 00.651      |
| San Bruno                              | 00.623      |
| Ejido San Lucas                        | 00.606      |

Weiter untergliedert ist der Verwaltungsbezirk in sieben delegaciones.